# Archaeoattacus edwardsii
Archaeoattacus edwardsii, llamada polilla Atlas de Eduardo, es una polilla perteneciente a la familia Saturniidae y subfamilia Saturniinae. La especie fue descrita por primera vez por Francis Buchanan White en 1859.

## Descripción
Archaeoattacus edwardsii es una de las especies de polillas más grandes del mundo y la polilla asiática más grande, con una envergadura que alcanza hasta 25 centímetros (9,8 plg). El color básico de la cara superior de las alas varía del marrón oscuro al pálido, con un llamativo patrón de manchas blancas. La cara inferior de las alas es similar al lado dorsal. 
Las hembras atraen a los machos mediante el olor que produce una glándula ubicada al final del abdomen. 
Las larvas se alimentan de especies de especies Persea, Prunus y Ailanthus. En el primer estadio, las orugas son blancas con rayas negras, mientras que en los estadios posteriores son blanquecinas cubiertas por un denso tono polvo ceroso.

## Distribución
La especie está presente en el Himalaya (India y Nepal), Vietnam, Myanmar, Bután, Malasia peninsular, Borneo y Sabah.